# Rick Perry
Rick Perry, właśc. James Richard Perry (ur. 4 marca 1950 w Paint Creek w Teksasie) – amerykański polityk, 47. gubernator Teksasu, wcześniej wicegubernator; od 1989 roku związany z Partią Republikańską. Urząd gubernatora objął 21 grudnia 2000, po rezygnacji George'a W. Busha wybranego prezydentem Stanów Zjednoczonych; następnie Perry wygrywał wybory w 2002, 2006 i 2010 roku. Sprawował urząd do stycznia 2015 roku, co czyni go najdłużej pełniącym swą funkcję gubernatorem w historii Teksasu. W 2017 prezydent Donald Trump mianował go na sekretarza energii USA. 2 marca 2017 objął ten urząd.

## Kariera przed wyborem na gubernatora
Zanim rozpoczął działalność polityczną, Perry służył w US Air Force (1972–1977), osiągając stopień kapitana. W młodości był aktywnym skautem. W 1972 uzyskał dyplom uniwersytetu stanowego w zakresie weterynarii.
Perry stwierdził, iż po raz pierwszy polityką zainteresował się w grudniu 1961, kiedy jego ojciec, ranczer Ray Perry, zabrał go na pogrzeb wieloletniego demokratycznego spikera Izby Reprezentantów Sama Rayburna. Jego matka, Amelia Perry, była wieloletnią szefową władzy wykonawczej w Haskell County.
W 1978, rok po zakończeniu zawodowej służby wojskowej, Perry powrócił do Teksasu i został wybrany, jeszcze z ramienia demokratów, do stanowego zarządu szkolnictwa. Zaś w 1984, wciąż z ramienia tej partii, na członka stanowej legislatury, gdzie był ważną figurą w House Appropriations and Calendars Committees. W 1989 The Dallas Morning News nazwał go "najbardziej skutecznym stanowym legislatorem". Podczas demokratycznych prawyborów prezydenckich Perry popierał senatora z Tennessee (i późniejszego wiceprezydenta w gabinecie Billa Clintona, 1993–2001) Ala Gore’a.
W 1989 wstąpił do Partii Republikańskiej.
W latach 1991–1999 był stanowym sekretarzem ds. rolnictwa, zaś w latach 1999–2000 wicegubernatorem u boku innego republikanina George’a W. Busha.

## Gubernator
Po rezygnacji Busha w grudniu 2000 został zaprzysiężony na 47. gubernatora stanu Teksas, na kadencję kończącą się w styczniu 2003. W 2002 został wybrany na "własne" cztery lata, pokonując demokratę Tony’ego Sancheza stosunkiem głosów 58,1%-40,3%.
Uchodzi za bliskiego współpracownika Busha w rodzinnym stanie. Jego kampanię w 2002 prowadził "czarodziej polityczny" prezydenta Karl Rove. Uchodzi za polityka zdecydowanie konserwatywnego.
W 2006 wywalczył 3 reelekcję zdobywając jednak tylko 39,3% (spadek poparcia o 18,8% w stosunku z poprzednimi wyborami). Kandydat demokratów Chris Bell uzyskał 29,8%, niezależni: Carole Keeton Strayhorn i Richard "Kinky" Friedman uzyskali kolejno 18,1% i 12,4%. Tak nikłe poparcie związane jest z wynikami niezależnych kandydatów, ale również świadczy o niepopularności Perry'ego. Mimo to cieszy się on żelaznym poparciem partyjnego aparatu.
W 2010 roku Rick Perry pewnie wygrał reelekcję zdobywając 54,97% głosów i pokonując swojego kontrkandydata z Partii Demokratycznej Williama White'a, który zdobył 42,28% głosów. Rick Perry jest znany z tego, że dotąd nie przegrał żadnych wyborów, w których brał udział.

## Działalność polityczna w skali krajowej
13 sierpnia 2011 gubernator Perry postanowił wziąć udział w walce o nominację Partii Republikańskiej na kandydata tej partii na Prezydenta USA w wyborach prezydenckich w 2012 roku. Został sekretarzem energii w administracji Donalda Trumpa w 2017r.

### Kontrowersje
Perry wzbudza liczne kontrowersje. Jest m.in. zagorzałym zwolennikiem kary śmierci. Za jego kadencji przeprowadzono łącznie 279 egzekucji. Perry zawetował ustawę, która zabraniała wykonywania ich na przestępcach chorych lub upośledzonych umysłowo i zezwolił na dalsze ich wykonywanie. W 2003 wykonano w Teksasie ostatni w historii USA wyrok na osobie niepełnoletniej w momencie popełnienia czynów. Perry tylko raz skorzystał z prawa łaski.

## Życie osobiste
Perry od 1982 jest żonaty z Anitą Thigpen, którą zna od czasów szkoły średniej. Państwo Perry mają córkę Sydney i syna Griffina.